# Svensk vardag
Svensk vardag är en svensk kortfilm från 1950. Filmen innehöll scener från olika platser runt om i Stockholm.

## Rollista
- Åke Söderblom – person på Södra Teatern
- Carl Reinholdz – person på Södra Teatern
- Gaby Stenberg – person på Södra Teatern
- Douglas Håge – person på Södra Teatern
- Sylva Åkesson – person på Södra Teatern
- Naima Wifstrand – person på Södra Teatern
- Kim Söderlund	– prisutdelare

### Fotnoter
1. ↑  ”Svensk vardag”. Svensk Filmdatabas. http://sfi.se/sv/svensk-filmdatabas/Item/?itemid=20793&type=MOVIE&iv=Basic&ref=/templates/SwedishFilmSearchResult.aspx?id%3d1225%26epslanguage%3dsv%26searchword%3dsvensk+vardag%26type%3dMovieTitle%26match%3dBegin%26page%3d1%26prom%3dFalse. Läst 18 mars 2013.